# Sophia Goudstikker
Sophia Goudstikker (ur. 15 stycznia 1865 w Amsterdamie, zm. 20 marca 1924 w Monachium) – niemiecka działacza ruchu sufrażystek, fotografka.

## Życiorys
Na przełomie XIX i XX w. zaangażowana w ruch sufrażystek. Działaczka Verein für Fraueninteressen i Verein für Frauenstimmrecht. Współpracowniczka Iki Freudenberg. W 1887 wraz z Anitą Augspurg (radykalną sufrażystką) otworzyła w Monachium zakład fotograficzny Atelier Elvira, który był jednym z pierwszych przedsiębiorstw prowadzonych przez kobiety w ówczesnych Niemczech.
Obie kobiety dzięki swemu stylowi życia stały się jednymi z najbardziej znanych postaci ówczesnej monachijskiej bohemy. Ich zakład fotograficzny stał się bardzo znanym miejscem, posiadającym liczną klientelę. Z ich usług korzystali nie tylko artyści, w tym Thomas Mann, Heinrich Mann, ale nawet członkowie bawarskiej rodziny królewskiej.

## Źródła niemieckie
- Brigitte Bruns, Rudolf Herz, Hof-Atelier Elvira 1887–1928. Ästheten, Emanzen, Aristokraten, Monachium 1985.